# Frenzy
Frenzy — Live-CD на базе операционной системы FreeBSD. Предназначен для настройки, проверки и анализа компьютерных сетей, тестирования компьютерного аппаратного обеспечения и ряда других задач.
Frenzy полностью русифицирована, в её состав входит русскоязычная документация по FreeBSD, а также краткая справка по работе с системой.
Frenzy выпускается в двух вариантах:
- Frenzy standard — ориентирована в первую очередь на системных администраторов. Объём ISO-образа — 200 мегабайт. В состав дистрибутива входит более 500 приложений.
- Frenzy extended — ориентирована на администраторов и продвинутых пользователей, кроме приложений из Frenzy standard содержит ряд дополнительных приложений. Объём ISO-образа — 250 мегабайт. В состав дистрибутива входит более 600 приложений.

Также существует lite версия (50 мегабайт) в которой отсутствует графический интерфейс.
Базовой операционной системой является FreeBSD 8.3-STABLE.
В состав Frenzy входят программы:
- Компиляторы C и NASM, интерпретаторы Perl и Python
- Файловые менеджеры, архиваторы
- Текстовые редакторы, средства просмотра и конверторы файлов
- Веб-браузеры, почтовые и новостные клиенты, ICQ, IRC, Jabber-клиенты
- Сетевые утилиты (LAN, modem, Bluetooth, dial-up, VPN, Wireless)
- Утилиты для мониторинга трафика
- Прокси и редиректы
- Удалённое управление (telnet, ssh, RDP, VNC)
- Samba-сервер и клиенты
- Клиенты MySQL и PostgreSQL
- Утилиты для работы с DNS, LDAP, SNMP, DHCP, ICMP, ARP, IP-пакетами
- Утилиты расчёта подсетей
- Сканеры портов и сервисов, сетевые сканеры
- Сканеры безопасности, снифферы, утилиты для определения вторжений
- Антивирус clamav, утилиты для определения руткитов
- Утилиты для работы с паролями и криптографии
- Программы для получения информации об аппаратной части компьютера и его настройки
- Утилиты для работы с жёстким диском и его разделами
- Программы для работы с различными файловыми системами
- Утилиты для восстановления файлов
- Программы для оценки быстродействия и тестирования компьютера и сети
- Файловые утилиты, работа с логами.
- Управление памятью и процессами
- Утилиты записи CD
- Просмотрщик графических файлов (GQview), утилита снятия скриншотов
- MP3/ogg плееры

В Extended-версию входят также:
- Файловый менеджер xnc
- Текстовый редактор SciTE
- metasploit, spike-proxy, unicornscan, yersinia
- IM-клиенты Licq, SIM, Psi
- IRC-клиент X-Chat
- DjVu, CHM, PDF-просмотрщики
- Эмуляторы QEMU и Dosbox
- Аудиоплеер XMMS
- Видеоплеер MPlayer

В состав системы входит документация по Frenzy, а также официальная документация по FreeBSD — FreeBSD Handbook и FAQ.